# Grandmaster Flash and the Furious Five
Grandmaster Flash and the Furious Five (рус. Грэндмастер Флэш и Неистовая пятёрка) — одна из влиятельных американских хип-хоп групп, образовавшаяся в Южном Бронксе Нью-Йорка в 1978 году. Состояла из одного диджея (Грэндмастер Флэш (Grandmaster Flash)) и пяти рэп-исполнителей (Melle Mel, Kidd Creole, Cowboy, Mr. Ness/Scorpio и Rahiem). Использование группой в своём творчестве тёрнтейблизма и брейкбита оказало существенное влияние на раннее развитие музыки хип-хоп.
Группа стала известной в начале 1980-х годов с их первым успешным синглом «Freedom» и позже с их выдающимся треком «The Message», который многими критиками считается самой влиятельной песней хип-хопа. Однако, в 1983, отношения между Grandmaster Flash и Melle Mel начали напрягаться и группа распалась. В 1987 было организовано воссоединение, и они выпустили новый альбом, который получил не слишком тёплые отзывы, после чего группа окончательно распалась.
В целом, группа была активна в течение пяти лет и выпустила два студийных альбома. В 2007 они стали первым хип-хоп-коллективом, который был включён в Зал и музей славы рок-н-ролла.

## История группы

### Образование и первые годы (1978—1979)
До образования Furious Five Grandmaster Flash работал с коллективом «L Brothers», который состоял из «Mean Gene» Ливингстон, Клаудио Ливингстона и Grand Wizard Theodore.В таком составе они выступали по домам и благотворительным вечеринкам в окрестностях Южного Бронкса в течение трёх лет. Однако, только в 1977 году, Grandmaster Flash начал сотрудничать с такими рэперами как Kurtis Blow. Grandmaster Flash тогда привлёк к участию в творчестве своих друзей Cowboy, Kidd Creole and Melle Mel. Трио назвало себя Three MC’s и работало с Grandmaster Flash, в дальнейшем к ним присоединились Mr. Ness/Scorpio (Эдди Моррис) and Raheim (Гай Уильямс). Среди первых синглов, которые они выпустили, были, «We Rap More Mellow» и живая версия «Flash to the Beat», которые они записали под именами «Younger Generation and Flash» и «Five», соответственно.
Они приобрели популярность местного уровня и признание в среде рэперов и диджеев, но только после выхода композиции «Rapper's Delight» команды The Sugarhill Gang, которая доказала, что музыка хип-хопа может войти в мейнстрим, начали активную студийную деятельность. В 1979 они выпустили свой первый сингл на Enjoy! Records, «Supperrappin'». Впоследствии, они переключались на работу с Сильвией Робинс из Sugar Hill Records.

### Широкая известность иThe Message(1980—1982)
В 1980 году группа дебютировала на Sugarhill Records с песней «Freedom», достигнув 19 строчки в R&B чарте и продала более чем 50 000 копий. Последующая песня «Birthday Party» также стала хитом. В 1981 Grandmaster Flash выпустил сингл «The Adventures of Grandmaster Flash on the Wheels of Steel», который был полностью составлен из семплов (в частности таких песен как «Another One Bites the Dust» группы Queen и «Good Times» группы Chic). Фактически это стало первой записью скретча на грампластинке.
В 1982 году группа выпустила «The Message». Участие в записи песни приняли Клифтон «Jiggs» Чейз и Эд «Duke Bootee» Флетчер (последний впоследствии сотрудничал с Melle Mel). Эта песня вызвала политический и общественный резонанс и стало толчком в становлении хип-хопа как самостоятельного музыкального направления. Песня достигла 4-й строчки в R&B чарте и 62-й строчки в хит-параде, продала полмиллиона копий за месяц и окончательно ввела жанр хип-хоп в мейнстрим.
Их дебютный альбом также назвали «The Message». Он стал важной вехой в истории становления хип-хопа как культуры.

### Распад (1983—1986)
В 1983 году Grandmaster Flash предъявил иск Sugar Hill Records на $5 миллионов из-за неоплаченных роялти. Это привело к тому, что сингл «White Lines (Don't Don't Do It)» был выпущен от «Grandmaster & Melle Mel». Однако, песня стала успешной, и заняла 47 место в чарте Hot R&B/Hip-Hop Songs журнала Billboard. Еще один судебный процесс был начат, когда стало известно, что определённые элементы песни были взяты из «Cavern» группы Liquid Liquid.

## Дискография

### Студийные альбомы
- The Message (1982)
- On the Strength (1988)